# Trachyloma kerrii
Trachyloma kerrii là một loài rêu trong họ Pterobryaceae. Loài này được Mitt. mô tả khoa học đầu tiên năm 1859.